# Escudo de Crimea (condecoración)
El Escudo de Crimea (en alemán: Krimschild) fue una condecoración militar alemana de la Segunda Guerra Mundial. Se otorgaba al personal militar bajo el mando del mariscal de campo von Manstein, incluidas las unidades de apoyo navales y de la fuerza aérea, que lucharon contra las fuerzas del Ejército Rojo entre el 21 de septiembre de 1941 y el 4 de julio de 1942 y que capturaron la región de Crimea (Krim en alemán). Fue instituida el 25 de julio de 1942. Fue el escudo de campaña alemán más otorgado, llegándose a distribuir 250.000 ejemplares.

## Diseño
El Grupo de Ejércitos Sur de la Wehrmacht avanzó a través de la península de Crimea entre el otoño de 1941 y el verano de 1942. Para conmemorar las hostilidades que terminaron con la captura alemana de Sebastopol el 4 de julio de 1942, se creó el Escudo de Crimea para todos los miembros de las fuerzas armadas bajo el comandante de área, el mariscal de campo Erich von Manstein.
El escudo es de chapa estampada con acabado bronce. Está encabezado por el águila alemana sosteniendo una corona de laurel que rodea una esvástica, flanqueada por las fechas 1941 y 1942. En el fondo aparece la península de Crimea y lleva la palabra KRIM. Se otorgaba sobre un trozo de tela a juego con el uniforme del servicio armado correspondiente: Heer, Kriegsmarine o Luftwaffe, y cosido en la manga superior izquierda de la túnica y el abrigo. Cuando el destinatario recibía más de un escudo de campaña, el primero se usaba por encima de los premios posteriores.

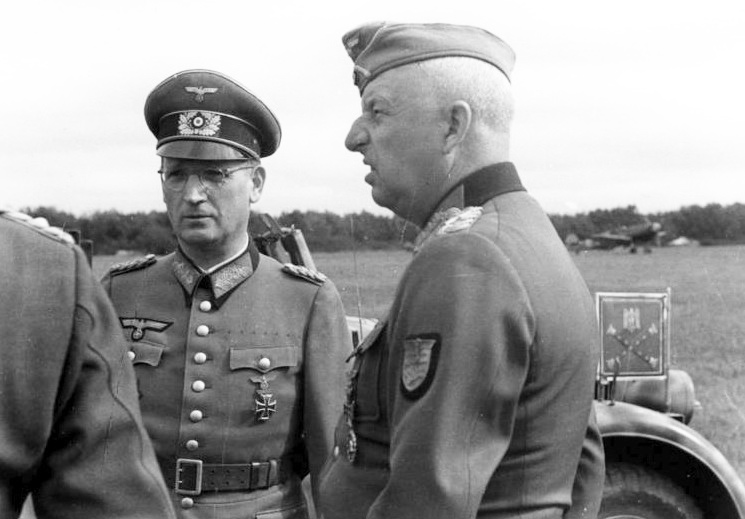
Uso correcto del Escudo de Crimea en el uniforme del mariscal de campo Erich von Manstein (derecha).

Después de una prohibición inicial, la República Federal de Alemania volvió a autorizar el uso de muchas condecoraciones militares de la Segunda Guerra Mundial en 1957. Estas incluían el Escudo de Crimea, rediseñado  y eliminando el emblema del águila y la esvástica. Los miembros de la Bundeswehr podían llevar el escudo en el ribete, representado por una pequeña réplica del premio en un ribete gris.

## Criterios
El Escudo de Crimea podría otorgarse a todos los miembros de la Wehrmacht y a la Luftwaffe y otras unidades afiliadas a la campaña entre el 21 de septiembre de 1941 y el 4 de julio de 1942. Se debían cumplir las siguientes condiciones para obtener el premio:
- Haber servido en el área durante al menos 90 días; o
- Haber sido herido mientras prestaba servicio en el área; o
- Haber participado en al menos una operación importante contra el enemigo.

Las tropas rumanas que sirvieron en Crimea también fueron elegibles.

## Versión dorada

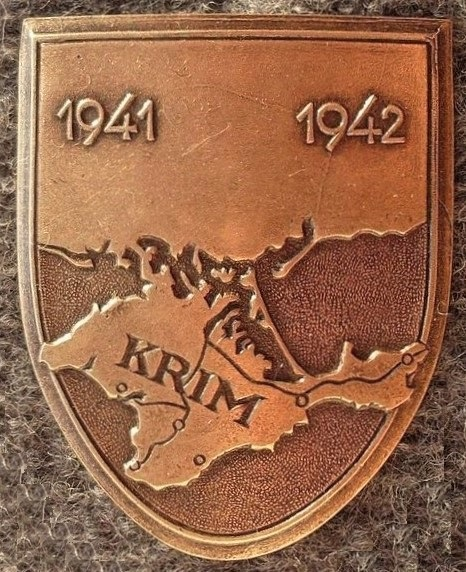
Versión del Escudo de 1957, ya desnazificado.

También se produjo una versión especial de oro puro del Escudo de Crimea. Se otorgó por primera vez al mariscal Ion Antonescu, el dictador militar de Rumania, al final del sitio de Sebastopol (3 de julio de 1942). Le fue otorgado en Bucarest por Erich von Manstein, en nombre de Adolf Hitler. El segundo y último Escudo de Crimea dorado fue otorgado al propio von Manstein, el 24 de noviembre de 1942.